# Polysorbat 65
Polysorbat 65 ist eine grenzflächenaktive Substanz, die  als Emulgator und Netzmittel beispielsweise in Lebensmitteln verwendet wird.

## Eigenschaften
Polysorbat 65 ist ein künstlich hergestelltes Tensid, welches einen HLB-Wert von 10,5 hat und daher zur Herstellung von Wasser-in-Öl-Emulsionen geeignet ist. Polysorbat 65 ist biologisch abbaubar.

## Verwendung
Polysorbat 65 ist in der EU als Lebensmittelzusatzstoff der Nummer E 436 für bestimmte Lebensmittel in Mengen von bis zu fünf Gramm pro Kilogramm bzw. in Backfetten auch bis zu zehn Gramm pro Kilogramm zugelassen. Die erlaubte Tagesdosis beträgt 10 Milligramm pro Kilogramm Körpergewicht für alle Polysorbate zusammengenommen.

## Herstellung
Hergestellt wird Polysorbat 65 durch Umsetzung eines Anhydrids von Sorbit (eines sogenannten Sorbitans – 1,4-Sorbitanhydrid; Strukturformel siehe Sorbitanfettsäureester) mit Ethylenoxid und anschließender Veresterung mit Stearinsäure.